# غرينوود (إنديانا)
غرينوود (بالإنجليزية: Greenwood, Indiana)‏ هي مدينة تقع في الولايات المتحدة في Johnson County. يقدر عدد سكانها بـ 49,791 نسمة ومساحتها 54.99 كم2 وترتفع عن سطح البحر 245 متر.

## التركيبة السكانية
قام مكتب تعداد الولايات المتحدة بتحديد بيانات التركيبة السكانية لغرينوود في تعداد الولايات المتحدة. في ما يلي، التركيبة السكانية حسب تعدادي 2000 و2010.

### تعداد عام 2000
بلغ عدد سكان غرينوود 36,037 نسمة بحسب تعداد عام 2000، وبلغ عدد الأسر 14,931 أسرة وعدد العائلات 9,600 عائلة مقيمة في المدينة. في حين سجلت الكثافة السكانية 2,524.8 نسمة لكل ميل مربع (974.8/كم2). وبلغ عدد الوحدات السكنية 16,042 وحدة بمتوسط كثافة قدره 1,123.9 نسمة لكل ميل مربع (433.9/كم2).
وتوزع التركيب العرقي للمدينة بنسبة 96.54% من البيض و 0.19% من الأمريكيين الأصليين و 1.36% من الأمريكيين ذوي الأصول الآسيوية و 0.04% من سكان جزر المحيط الهادئ و 0.44% من الأمريكيين الأفارقة و 0.74% من عرقين مختلطين أو أكثر.
بلغ عدد الأسر 14,931 أسرة كانت نسبة 32.4% منها لديها أطفال تحت سن الثامنة عشر تعيش معهم، وبلغت نسبة الأزواج القاطنين مع بعضهم البعض 51.0% من أصل المجموع الكلي للأسر، ونسبة 9.9% من الأسر كان لديها معيلات من الإناث دون وجود شريك، وكانت نسبة 35.7% من غير العائلات. تألفت نسبة 29.9% من أصل جميع الأسر من أفراد ونسبة 9.9% كانوا يعيش معهم شخص وحيد يبلغ من العمر 65 عاماً فما فوق. وبلغ متوسط حجم الأسرة المعيشية 2.97، أما متوسط حجم العائلات فبلغ 2.37.
بلغ العمر الوسطي للسكان 34 عاماً. وكانت نسبة 25.3% من القاطنين تحت سن الثامنة عشر، وكانت نسبة 9.6% بين الثامنة عشر والأربعة وعشرون عاماً، ونسبة 32.1% كانت واقعةً في الفئة العمرية ما بين الخامسة والعشرون حتى والأربعة وأربعون عاماً، ونسبة 20.7% كانت ما بين الخامسة والأربعون حتى الرابعة والستون، ونسبة 12.3% كانت ضمن فئة الخامسة والستون عاماً فما فوق. يوجد لكل 100 أنثى 91.9 ذكر، ويوجد لكل 100 أنثى في الثامنة عشر من عمرها فما فوق 87.6 ذكر.
بلغ متوسط دخل الأسرة في المدينة 46,176 دولار، أما متوسط دخل العائلة فبلغ 57,298 دولار. وكان متوسط دخل الذكور 40,291 دولار مقابل 28,936 دولار للإناث. وسجل دخل الفرد الخاص بالمدينة 23,003 دولار. وكانت نسبة 4.6% من العائلات ونسبة 7.0% من السكان تحت خط الفقر،

### تعداد عام 2010
بلغ عدد سكان غرينوود 49,791 نسمة بحسب تعداد عام 2010، وبلغ عدد الأسر 19,615 أسرة وعدد العائلات 12,845 عائلة مقيمة في المدينة. في حين سجلت الكثافة السكانية 2,345.3 نسمة لكل ميل مربع (905.5/كم2). وبلغ عدد الوحدات السكنية 21,339 وحدة بمتوسط كثافة قدره 1,005.1 لكل ميل مربع (388.1/كم2).
وتوزع التركيب العرقي للمدينة بنسبة 91.1% من البيض و 0.3% من الأمريكيين الأصليين و 3.7% من الأمريكيين ذوي الأصول الآسيوية و 0.1% من سكان جزر المحيط الهادئ و 1.7% من الأمريكيين الأفارقة و 2.1% من عرقين مختلطين أو أكثر.
بلغ عدد الأسر 19,615 أسرة كانت نسبة 35.7% منها لديها أطفال تحت سن الثامنة عشر تعيش معهم، وبلغت نسبة الأزواج القاطنين مع بعضهم البعض 49.2% من أصل المجموع الكلي للأسر، ونسبة 11.6% من الأسر كان لديها معيلات من الإناث دون وجود شريك، بينما كانت نسبة 4.8% من الأسر لديها معيلون من الذكور دون وجود شريكة وكانت نسبة 34.5% من غير العائلات. تألفت نسبة 27.8% من أصل جميع الأسر من أفراد ونسبة 8.9% كانوا يعيش معهم شخص وحيد يبلغ من العمر 65 عاماً فما فوق. وبلغ متوسط حجم الأسرة المعيشية 3.09، أما متوسط حجم العائلات فبلغ 2.51.
بلغ العمر الوسطي للسكان 34 عاماً. وكانت نسبة 26.6% من القاطنين تحت سن الثامنة عشر، وكانت نسبة 9% بين الثامنة عشر والأربعة وعشرون عاماً، ونسبة 29.8% كانت واقعةً في الفئة العمرية ما بين الخامسة والعشرون حتى والأربعة وأربعون عاماً، ونسبة 23.1% كانت ما بين الخامسة والأربعون حتى الرابعة والستون، ونسبة 11.6% كانت ضمن فئة الخامسة والستون عاماً فما فوق. وتوزع التركيب الجنسي للسكان بنسبة 48.4% ذكور و51.6% إناث.